# Гай, Мишель
Мишель Гай 1 апреля 2005 завоевала титул Мисс Вселенная Австралия 2005. Она победила 22 других участниц на ежегодном конкурсе красоты, в Дарвине, Австралия, и представляла свою страну на конкурсе "Мисс Вселенная 2005 в Бангкоке 30 мая.
Родилась в Западной Австралии, она в 2005 была 19-летней студенткой Университета Западной Австралии, медицинских наук и торговли, специализация в области общественного здравоохранения, управления и патологии. Мисс Австралия 2005 любит спорт на открытом воздухе и креативный дизайн и у неё надежда, помочь людям, улучшить их уровень жизни и уровень образования.
Хотя победа в «Мисс Австралия 2005 был полнейший шоком для неё, она поняла, что её шансы на победу в конкурсе» Мисс Вселенная 2005 действительно низки, так как победительницей Мисс Вселенная 2004 является её соотечественница Дженнифер Хоукинс. «Ни одна страна никогда не выиграла два года подряд, после Дженнифер, выиграть в этом году трудно все шансы против меня», говорит Мишель.
Тем не менее, Мисс Австралия 2004 считает, что Мишель обладает всеми качествами, необходимыми для победы: «Она такая милая и красивая — она имеет полный пакет», сказала Дженнифер Хоукинс.